# Бурдзенидзе, Звиад
Звиад Бурдзенизде (бел. З'віяд Бурдзанідзе; 14 марта 1969, Грузинская ССР, СССР) — грузинский футболист, нападающий. Известен как игрок белорусского клуба «Лида». Рекордсмен клуба по количеству забитых мячей. Всего за белорусский период карьеры забил 68 голов.

## Карьера
Звиад родился в небольшой грузинской деревне, примерно в 150 километрах от Тбилиси. В детстве занимался борьбой, но занятие футболом вышло для Бурдзенидзе на первое место.
В 16 лет начал выступление за грузинскую команду Магароэли (Чиатура). С успехом выступая за команду, Звиад был замечен флагманом грузинского футбола — тбилисским Динамо, однако до подписания контракта дело не дошло. В сезоне 1993/94 играл с клубом высшей лиге чемпионата Грузии, провел 14 игр, забил 3 мяча.
Во время военного конфликта на родине футболиста, Звиад решил уехать в соседнюю Украину, где планировал выступление в команде из города Белая Церковь. Однако из-за травмы (надрыв задней поверхности бедра) карьера не сложилась на Украине и вскоре Бурдзенидзе переехал в Белоруссию, где ему предложили два варианта развития дальнейшей карьеры: Лида и Славия (Мозырь). Звиад решил перейти в Лиду, которая была ближе к Минску. После перехода в белорусскую команду, Звиад стал настоящим любимцем местной публики. Особенно ударно у форварда получился сезон-1998, где Звиад в 28 матчах отличился 23 раза!
Также в карьере нападающего мог быть и ещё один клуб — турецкий Трабзонспор, однако подписать трудовое соглашение с именитым клубом у Звиада не вышло. В 2002 году в возрасте 33 лет Бурдзенидзе решил завершить карьеру.
В 2009 году, тогдашний тренер Лиды Андрей Петров уговорил Звиада возобновить карьеру в возрасте 40 лет. Сыграв лишь в семи поединках, лучший бомбардир в истории Лиды решил окончательно закончить карьеру. В 2012 году болельщики клуба признали Бурдзенидзе лучшим игроком лидского футбола за 20 суверенных лет.